# Willi Schulz
Willi Schulz (Bochum, 4 ottobre 1938) è un ex calciatore tedesco, di ruolo difensore.

## Palmarès

### Club

#### Competizioni nazionali
- Coppa di Lega tedesca: 1

Amburgo: 1972-1973